# Змай (завод)
Завод аэропланов и гидроавиации «Змай» (серб. Фабрика аероплана и хидроавиона Змај) — югославский авиационный завод, существовавший в период 1927—1946 годов в Земуне. Был основан 15 марта 1927 года по адресу: улица Тошин бунар 27. Его основателями были инженер Йован Петрович (серб. Јован Петровић) и промышленник Драголюб Штерич (серб. Драгољуб Штерић).

## История
Первоначально Змай занимался ремонтом самолётов и военной техники, а также производством простых деталей. Малая производственная площадь не позволяла организовать значительное производство. Это продолжалось до переезда завода на новое место в 1929 году на улицу Карађорђеву, где появились условия для промышленного производства. Там был сформирован новый цех, закуплено новое оборудование и приняты новые рабочие всех специальностей. таким образом Змай был способен удовлетворить требованиям по производству 32 самолётов Hanriot HD.320 с двигателями Сальмсон мощность 120 л. с. и 10 учебных гидросамолётов Hanriot HD.41H с поплавками. Первые самолёты были доставлены в аэропорт Белграда 17 марта 1928 года, а к концу года была выполнена вся программа. После первой успешной работы Змай в 1929 году получил новую техническую задачу на освоение производства трёх истребителей Dewoitine D.27 металлической конструкции.
В 1930 году Змай выполнил заказ на постройку 20 французских самолётов Gourdou-Leseurre B3/GL.22, предназначенных для промежуточной подготовки лётчиков-истребителей и в то же время был получен заказ на постройку 15 учебно-тренировочных самолётов Физир-Рајт и трёх гидросамолётов того же типа с двигателем Юпитер, которые были поставлены морской авиации Королевства Югославии.
В 1930 году Югославский Аэроклуб заказал Змаю первые три учебных биплана Физир ФН с моторами Walter NZ мощностью 90 кВт (120 л. с.), которые представляли собой развитие прототипа, изготовленного в 1929 году в мастерской инженера Рудольфа Физира в Петроварадине. После того как самолёт Физир ФН показал себя очень хорошей машиной для подготовки спортивных пилотов в Аэроклубе, командование ВВС Королевства Югославии решило заменить все ранее использовавшиеся самолёты Hansa-Brandenburg и Hanriot на Физир ФН, который показал себя пригодным для базовой подготовки пилотов армейской авиации. В период с 1931 по 1941 годы завод Змай изготовил 136 самолётов данного типа.
Во время Великой депрессии, которая затронула компанию в 1932 году (на Змае работало всего 15 сотрудников) и до 1935 года, на заводе смогли собрать два трёхмоторных самолёта на семь пассажирских мест Spartan Cruiser, которые строились по английской лицензии в 1935 году для югославской авиакомпании Аеропут. В дополнение к инженеру Физиру, работавшему в своей мастерской и бывшим одновременно главным инженером и конструктором Змая, на заводе работал инженер Душан Станков, под руководством которого на Змае в 1934 году, в разгар экономического кризиса, на базе переходной модели биплана Физир ФП-1, был подготовлен учебный самолёт Физир ФП-2, с двигателем Gnome Ron K-7. Таким образом, компания готовилась к пост-кризисному периоду.
После Великой депрессии в 1936 году Змай по программе модернизации ВВС построил несколько серий учебных Физир ФП-2 (всего 66 экземпляров). Змай быстро восстановился, и в 1937 году имел капитал в 8 млн динаров, а 1939 году 20 млн основных фиксированных и 34 млн оборотных средств. В этот момент на заводе работало в общей сложности около 1000 сотрудников.
Перед войной Змай принял участие в конкурсе на выбор лёгкого бомбардировщика. По конструкции технического директора завода Станкова и инженера Дукича был изготовлен прототип самолёта Змај Р-1 с двумя двигателями Hispano Suiza 14АВ мощностью 500 кВт (670 л. с.), смешанной конструкции и хорошо вооружённого. Но испытания бомбардировщика в полёте не были завершены.
В 1940 году Змай построил 16 истребителей Hawker Hurricane Mk.1 с двигателем Rolls-Royce Merlin мощностью 770 кВт (1030 л. с.). Последние два Харрикейна были поставлены югославской армии уже во время войны, 11 апреля 1941 года.
Во время войны, Змай продолжал работать. Он занимался в основном ремонтом немецких самолётов и самолётов независимого государства Хорватия. Последние 10 самолётов Физир ФН строились в 1943 году по заказу Хорватских ВВС, но не были завершены до освобождения Югославии.
После освобождения Земуна 22 октября 1944 года Змай продолжил свою работу по техническому обслуживанию воздушных судов и другой техники Югославской народно-освободительной армии. Фронт находился на расстоянии 100 км от Земуна и война продлилась ещё 7 месяцев.
В 1945—1946 года Змай был национализирован, после чего компания стала народной. Часть производственного оборудования и рабочих Змая вместе с заводом Рогожарски были присоединены в 1946 году к земунскому заводу Икарус как полностью национализированный Государственный авиационный завод (Државна Фабрика Авиона). С тех пор Змай прекратил существование в качестве завода самолётов и гидросамолётов.
За 19 лет своего существования завод построил 359 самолётов. Были разработаны и построены прототипы 4 самолётов отечественной разработки; ещё 8 типов самолётов выпускались по лицензии.

## Самолёты отечественных разработок
- Физир-Рајт — учебный (15 экз. в 1930 году)
- Физир Ф1М-Јупитер — учебный (5 экз. гидросамолётов в 1930 году)
- Физир-Лорен — учебный (15 экз. замена двигателя Майбах на Лорен, 1932 год)
- Физир ФН — учебный (129 экз. + 4 гидросамолёта + 3 спортивных + 1 прототип в 1930 году, до 1937 года)
- Физир ФП-1 — учебный (1 экз. — прототип, 1934 год)
- Физир ФП-2 — учебный (66 экз. 1936 год)
- Змај Р-1 — многоцелевой истребитель—бомбардировщик—разведчик (эсминец) (1 экз. — прототип, 1940 год)

## Самолёты производимые по лицензии
- Hanriot HD-320 — учебный (45 экз. 1928—1929 год)
- Harniot HD-41H — гидросамолёт (10 экз. 1928 год)
- Dewoitine D.27 — истребитель (3 экз. 1929 год)
- Gourdou–Leseurre LGL B3 — учебный истребитель (26 экз. 1930 год)
- Heinkel HE 8 — гидросамолёт (1 экз. 1931 год)
- Spartan Cruiser — пассажирский (1 экз. 1935 год)
- Hawker Fury — истребитель (16 экз. 1937 год)
- Hawker Hurricane Mk.I — истребитель (16 экз. 1940 год)